# 彌吉氏
彌吉氏（やよしし）は、日本の氏族。藤原北家道隆流を称する。筑後国豪族・西牟田氏庶流。
家紋は、西牟田氏は「三つ巴」、三潴郡の彌吉氏は「薬研」、生葉郡の彌吉氏は「五徳紋」。

## 出自
氏族制度研究者の太田亮によれば、彌吉氏の始祖・「彌吉上総入道」は室町時代に活躍した筑後の豪族・西牟田城主・西牟田讃岐守公家（藤原姓西牟田氏当主）の二男であるという。法号は欽雪庭。
但し、これについては異説もある。太田亮が参考にした『筑後将士軍談』の著者矢野一貞は、彌吉上総入道が戦国時代末期の人物であった可能性についても言及しているのである。非常に大雑把な言い方をすれば、西牟田氏から彌吉氏が分かれた時期には、室町時代、戦国時代の二説がある。

## 歴史

### 鎌倉、室町時代
彌吉氏の源流である西牟田氏は藤原北家流とされ、鎌倉時代は筑後西牟田の地頭を務めた。
元軍襲来の際は西牟田彌次郎永家が肥前鷹島等でこれを迎え撃ち、武功を立てて肥前国神埼荘の一部を恩賞として賜っている。
南北朝時代になると西牟田彌次郎が宮方（南朝）として、武家（足利幕府）方と戦っている。正平14年/延文4年（1359）7月の大保原合戦（筑後川の戦い）では西牟田讃岐守（西牟田左近入道とも）が、後醍醐天皇より九州経営のために遣わされた懐良親王を奉じて、菊池武光ら4万の官軍（南朝軍）とともに、少貮頼尚、大友氏時ら6万の武家（足利）方を打ち破った。
この西牟田讃岐守公家の二男が、彌吉上総入道とされている。
南北朝の合一後、西牟田氏は戦国大名化した。

### 戦国時代
西牟田氏は、筑後を支配する大友氏に頻繁に叛旗を翻し、天正6年（1578年）、肥前国佐賀の龍造寺隆信が筑後への進出を開始するといち早くこれに参陣し、大友氏、島津氏と戦った。
しかし天正12年（1584年）、西牟田氏が盟主と仰ぐ龍造寺隆信は、島津・肥前有馬氏の連合軍に島原半島で大敗し戦死する（沖田畷の戦い）。
大友氏はこれを、筑後支配を回復する絶好の機会ととらえ、立花道雪、高橋紹運らの率いる精兵を差し向けてきたが、西牟田氏はその領地を守り抜いた。城島城に籠り、立花・高橋連合軍を撃退した西牟田新助家親、新右衛門家和兄弟の武勇は近隣諸国に響いたと言う。
天正14年（1586年）、今度は九州統一を目指す島津軍3万が北上、同年6月には西牟田氏の居城・城島城へ押し寄せた。西牟田氏はこれを防いで戦ったが遂に城は落ち、同氏は400年支配したその領地を失った。
戦国大名としての西牟田氏が滅んだ後、西牟田親氏の長男・播磨守鎮豊の子孫は佐賀藩へ仕え、西牟田氏庶流の彌吉氏は幾つかに分家し筑後地方で帰農した。

### 江戸時代
彌吉氏は江戸時代には、三潴郡の口分田村、流村、生葉郡の下宮田村、大石村、四太郎村、今丸村等の庄屋を務めた。生葉郡の石野氏も彌吉氏から出ている。
戦国領主としての西牟田氏が滅んだ後も、その一族、旧臣たちの結束は固く、彌吉氏はその中心的な存在であった。島原の乱の際には、彌吉六郎右衛門らが、当時佐賀藩に仕えていた西牟田本家当主の西牟田家英を助けて従軍したいと願い出たことが、山本常朝の『有馬記拾楽(異本）』（『佐賀県近世史料第二巻』）に記されている。
江戸時代末期の吉井町の豪商で梅屋友吉と並んで「商人道」で有名な溝口屋勘次も彌吉氏の出身である。

## 城館
『筑後市文化財調査報告書　西牟田寛元寺遺跡』（筑後市教育委員会）は、現在の筑後市西牟田の西牟田城址を中心に「西牟田館址、本村館址、西古賀館址、久保館址、弥吉上総家宅址など西牟田氏関連の居館」址が存在することを紹介している。
また、『筑後市神社仏閣調査書　第三集』（筑後市教育委員会　筑後郷土史研究会）には、「西牟田家の分家彌吉上総入道は口分田村に居館を構え正覚寺を菩提寺にした」とある。